# Joachim Körner (Politiker, 1945)
Joachim Körner (* 15. September 1945) ist ein deutscher Mathematiker, Mediziner und Politiker (AfD). Er ist seit 2025 erneut Abgeordneter der Hamburgischen Bürgerschaft, der er bereits von 2015 bis 2017 angehörte.

## Leben
Körner absolvierte ein Studium der Mathematik sowie Physik und studierte anschließend Medizin. Nach eigenen Angaben war er danach als Mediziner vornehmlich in der klinischen Forschung und der medizinischen Information von Pharmaunternehmen tätig.

## Gesellschaftliches Engagement

### Parteipolitik
Körner ist seit 2013 Mitglied der Alternative für Deutschland (AfD). Bei der Bundestagswahl 2013 kandidierte im Bundestagswahlkreis Hamburg-Wandsbek, verfehlte jedoch den Einzug in den Bundestag. Bei der Bürgerschaftswahl in Hamburg 2015 wurde er in die Hamburgische Bürgerschaft gewählt. Dort gehört er dem Eingabenausschuss und dem Ausschuss für Verfassung, Geschäftsordnung und Wahlprüfung an. Beim Landesparteitag am 3. Oktober 2015 wurde Körner zum stellvertretenden Vorsitzenden der AfD Hamburg gewählt. Im November 2017 gab er bekannt, dass er sein Bürgerschaftsmandat zum Jahresende niederlegt. Er möchte sich stattdessen stärker auf die Parteiarbeit konzentrieren. Für ihn rückte Harald Feineis in die Bürgerschaft nach. Bei der Bürgerschaftswahl 2025 wurde er wieder in die Bürgerschaft gewählt.

### Sonstiges
Körner ist Mitglied des Vereins Mehr Demokratie.